# Samantha Ronson
Samantha Judith Ronson, född 7 augusti 1977 i St John's Wood i London, är en brittisk singer-songwriter och DJ. Hon är syster till musikproducenten Mark Ronson, tvillingsyster till modedesignern Charlotte Ronson.
När hon var sex år skilde hennes föräldrar sig och hon flyttade med sina syskon, mor och hennes mors nya pojkvän, Mick Jones, gitarrist i bandet Foreigner, till New York City, där hennes mamma senare gifte sig med Jones.

## Karriär
År 2000 uppträdde Ronson live för MTV:s New Year's Eve Show från tv-kanalens studio vid Times Square i New York.År 2002 annonserades det att Duncan Sheik skulle vara med och producera en skiva med Ronson, vilken skulle komma ut samma vår.

## Familj
Mellan 2008 och 2009 hade Samantha Ronson ett förhållande med skådespelarskan Lindsay Lohan.

## Diskografi

### Album
- 2004 – Red (outgivet)
- 2011 – Chasing the Reds (Samantha Ronson & The Undertakers)

### Singlar
- 2000 – "Fool"
- 2004 – "Pull My Hair Out"
- 2004 – "Built This Way"
- 2016 – "Good News" (med Ocean Park Standoff)